# مئیراب بن آری
مئیراب بن آری (عبری: מֵירַב בֶּן־אֲרִי‎‎)(زادهٔ ۱۳ نوامبر ۱۹۷۵) یک سیاستمدار اسرائیلی است. او در حال حاضر به‌عنوان یکی از اعضای کنست برای حزب یش عتید فعالیت می‌کند و پیش‌تر، بین سال‌های ۲۰۱۵ تا ۲۰۱۹، عضو کنست از حزب کولانو بود.

## زندگی‌نامه
بن آری در رعانانا به دنیا آمد و در کودکی همراه با خانواده‌اش به نتانیا نقل مکان کرد. پدرش، رافائل بن آری، یک مهاجر یهودی ایرانی‌تبار بود که به اسرائیل مهاجرت کرده بود و مادرش، استر بن آری (با نام خانوادگی اصلی سعدون)، اصالتاً یک یهودی اهل لیبی و زادهٔ اسرائیل بود. او دوران خدمت سربازی اجباری خود را در سپاه آموزش و جوانان نیروهای دفاعی اسرائیل گذراند و آخرین سمت او، افسر آموزش تیپ گلانی بود. بن آری مدرک کارشناسی حقوق و مدرک کارشناسی ارشد مدیریت بازرگانی خود را از مرکز بین‌رشته‌ای هرتزلیا دریافت کرد. او بین سال‌های ۲۰۰۳ تا ۲۰۰۴ رئیس اتحادیه دانشجویان این کالج بود.

## زندگی سیاسی
در انتخابات محلی اسرائیل در سال ۲۰۱۳، او در فهرست روو هعیر برای شورای شهر تل‌آویو در رتبهٔ چهارم قرار داشت. بن آری به شورا راه یافت.
پیش از انتخابات مجلس قانون‌گذاری اسرائیل در سال ۲۰۱۵، او به حزب کولانو پیوست و در رتبهٔ دهم فهرست این حزب قرار گرفت. بن آری به کنست راه یافت، زیرا حزب کولانو توانست ده کرسی کسب کند. در انتخابات مجلس قانون‌گذاری اسرائیل در آوریل ۲۰۱۹، او در رتبهٔ ششم فهرست این حزب قرار گرفت، اما با کاهش کرسی‌های حزب به چهار کرسی، او کرسی خود را از دست داد. در سال ۲۰۲۱، بن آری به حزب یش عتید پیوست و در رتبهٔ هفتم فهرست این حزب برای انتخابات مجلس قانون‌گذاری اسرائیل در مارس ۲۰۲۱ قرار گرفت. او دوباره به کنست راه یافت، زیرا این حزب توانست هفده کرسی کسب کند. او در انتخابات مجلس قانون‌گذاری اسرائیل در ۲۰۲۲ نیز دوباره انتخاب شد.

## زندگی شخصی
در سال ۲۰۰۵، بن آری در برنامهٔ واقع‌نمای «نیازمند: یک رهبر» شرکت کرد. او این مسابقه را برنده شد و پنج میلیون شِکِل اسرائیل جایزه دریافت کرد.
او در تل‌آویو زندگی می‌کند و یک دختر دارد.